# Zahlmeister
Unter Zahlmeister versteht man allgemein eine Person, die berufsmäßig Zahlungen vornimmt und Gelder verwaltet, besonders beim Militär und der Handelsmarine. Als Berufs- und militärische Dienststellung existieren Zahlmeister heute praktisch nicht mehr, das Wort wird lediglich noch gelegentlich als Metapher verwendet.

## Geschichte
Im Heer des Deutschen Kaiserreichs waren Zahlmeister Militärbeamte im Leutnantsrang. In Österreich wurde diese Verwaltungsaufgabe im Heer durch einen so genannten Truppenrechnungsführer wahrgenommen.
In der deutschen Kaiserlichen Marine hatte der Marine-Stabszahlmeister den Rang eines Kapitänleutnants, der Marine-Oberzahlmeister den eines Oberleutnants zur See und der Zahlmeisteraspirant gehörte zu den Deckoffizieren.
In der Weimarer Republik wurden die oberen Rechnungs- und Verwaltungsbeamten des deutschen Reichsheeres und der Reichsmarine mit Offiziersrang als Zahlmeister bezeichnet. Der Stabszahlmeister trug auf den Schulterstücken seiner Offiziersuniform je zwei goldene Sterne.
In der Wehrmacht waren Zahlmeister bis zum Ende des Zweiten Weltkrieges Militärbeamte des gehobenen Dienstes und galten als Gehilfen des Kommandeurs in Angelegenheiten, welche die Verwaltung betrafen. Diese im Offiziersrang befindlichen Zahlmeister kümmerten sich bei den unteren Stäben um die Geschäfte und Belange der Heeresverwaltung. Ihnen unterstanden die Rechnungsführer. Es gab die Rangstufen:
- Zahlmeister bei Infanterie-Bataillonen oder Artillerie-Abteilungen
- Oberzahlmeister bei Pionier-Bataillonen, Nachrichten-, Fahr- und Kraftfahr-Abteilungen
- Stabszahlmeister bei Regiments-Stäben
- Oberstabszahlmeister.[7]

Der Zahlmeister trug auf seinen Schulterstücken kunstvoll gestaltete und miteinander verbundene Großbuchstaben: ein „H“ und ein „V“  als Abkürzung für Heeresverwaltung. Das gleiche Schulterstück wie der Zahlmeister, jedoch zusätzlich je ein Stern zierte die Schulterstücke der Oberzahlmeister. Stabszahlmeister trugen zwei Sterne. Oberstabszahlmeister hatten nur die verbundenen Großbuchstaben „HV“ auf ihrem – mit Schlaufen versehenen – Schulterstückpaar. Bei Oberfeldzahlmeistern kam ein Stern dazu.
Der Zahlmeister in der Kriegsmarine wurde Marinezahlmeister genannt und hatte ab 1935 nicht mehr den Status eines Beamten.  Die Bezeichnungen lauteten:
- Leutnant (V)
- Kapitänleutnant (V)
- Korvettenkapitän (V) usw. entsprechend dem Dienstgrad des betreffenden Marinezahlmeisters. Zu seinen Aufgaben zählte die Betreuung der Geldwirtschaft und des Verpflegungswesens.

Verwaltungsoffiziere bei der Marine trugen auf ihren Schulterstücken je einen Hermesstab, einen Stab mit zwei Flügeln, der von zwei Schlangen mit einander zugewandten Köpfen umschlungen wird, und dazu kam je nach Dienstgrad die entsprechende Anzahl an Sternen.

## Schiffszahlmeister

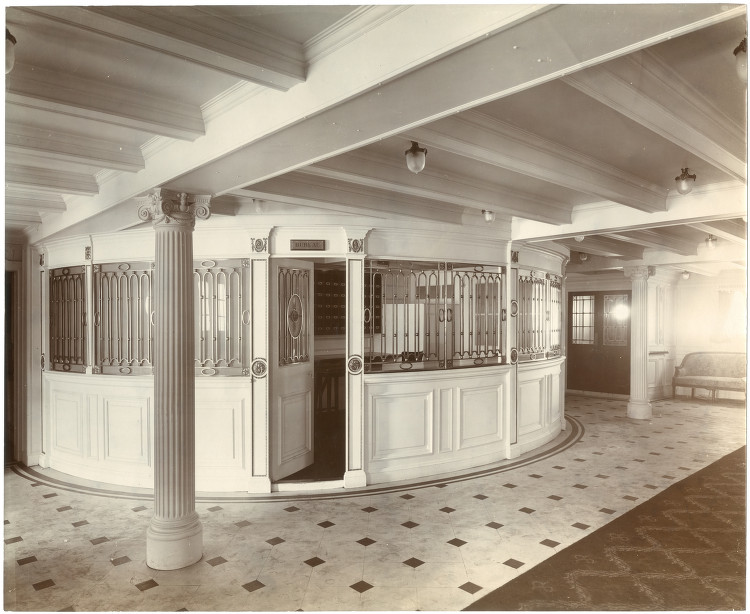
Das Zahlmeisterbüro an Bord der Lusitania (ca. 1907).

An Bord von Fahrgastschiffen wird der Zahlmeister auch Proviantmeister genannt. Seine Tätigkeit umfasst vielerlei kaufmännische und finanzielle Bereiche. Unter anderem ist er zuständig für die Auszahlung der Heuer, den Provianteinkauf, die Entrichtung von Hafengebühren, die Führung der Passagier- und Mannschaftslisten, die Zollabfertigung und die Passangelegenheiten der Mannschaft und der Passagiere. Außerdem fungiert ein Schiffszahlmeister als Verwalter der Schiffskasse und oftmals noch als Leiter des Bedienungs- und Küchenpersonals. Berufsmäßig vergleichbar sind die Tätigkeiten mit denen eines Hotelmanagers. Der Schiffszahlmeister besaß ein eigenes Büro, das Zahlmeisterbüro, z. B. auf hochseefähigen Motorschiffen.
Heute gehören Zahlmeister auch in der zivilen Seeschifffahrt üblicherweise nicht mehr zur Schiffsbesatzung. Eine Ausnahme bilden noch Fahrgastschiffe. Allerdings verdrängt das englische Wort Purser nach und nach den deutschen Begriff.

## Vereinswesen
In Schützenvereinen und sonstigen Vereinen wird in Anlehnung an den militärischen Sprachgebrauch oftmals der Kassenwart als Zahlmeister bzw. der zweite Kassenwart als Unterzahlmeister bezeichnet.

## Internationale Entsprechungen
Der Begriff Zahlmeister bezieht sich auf eine Person, die beruflich Zahlungen vornimmt und Gelder verwaltet, insbesondere im militärischen und maritimen Kontext. Während diese Position in Deutschland heute praktisch nicht mehr existiert, gibt es historische und teilweise noch aktuelle Entsprechungen in anderen Ländern:

### Österreich
In Österreich wurde die Verwaltungsaufgabe, die in Deutschland von Zahlmeistern übernommen wurde, durch sogenannte Truppenrechnungsführer wahrgenommen. Diese waren für die Finanzverwaltung innerhalb des Bundesheeres zuständig und erfüllten ähnliche Aufgaben wie ihre deutschen Pendants.

### Vereinigte Staaten
In der United States Navy existiert eine vergleichbare Rolle, die als Disbursing Officer bekannt ist. Diese Offiziere sind für die Verwaltung von Zahlungen und finanziellen Angelegenheiten an Bord von Schiffen verantwortlich. Sie übernehmen Aufgaben, die mit denen eines Zahlmeisters vergleichbar sind, wie die Auszahlung von Gehältern und die Verwaltung von Bordmitteln.

### Vereinigtes Königreich
Im Vereinigten Königreich wird der Begriff Purser in der Handelsmarine und auf Passagierschiffen verwendet. Der Purser ist für die Verwaltung der Finanzen, die Abrechnung und die Versorgung an Bord zuständig. Diese Rolle ist ähnlich der des Zahlmeisters und wird auch in der zivilen Schifffahrt verwendet.

### Frankreich
In Frankreich gibt es die Position des Commissaire des Armées, die für die Verwaltung der Finanzen und Logistik innerhalb der Streitkräfte verantwortlich ist. Diese Rolle umfasst Aufgaben, die denen eines Zahlmeisters ähneln, wie die Verwaltung von Haushaltsmitteln und die Abwicklung von Zahlungen.

### Italien
In Italien wird die Rolle des Zahlmeisters durch den Commissario di Bordo innerhalb der Marine und der Handelsflotte erfüllt. Diese Offiziere sind für die Verwaltung der Finanzen und der Versorgung auf Schiffen zuständig.

### Zivile Schifffahrt
In vielen modernen Kontexten, insbesondere in der zivilen Schifffahrt, wird der Begriff zunehmend durch den englischen Begriff Purser ersetzt.